# Fouchères (Yonne)
Pour les articles homonymes, voir Fouchères.
Fouchères est une commune française située dans le département de l'Yonne et la région Bourgogne-Franche-Comté.
Installée sur le plateau du Gâtinais, cette petite commune rurale est au carrefour de zones dynamiques. Le paysage est relativement plat, peu boisé malgré la présence de nombreux bosquets.

## Toponymie
L'origine toponymique de Fouchères proviendrait des influences naturelles qui sont les plus anciennes et les plus nombreuses dans la formation des noms de lieux. Le toponyme de Fouchères est issu d'une forme locale du nom de la fougère  ou fouchière (XIIe siècle). Cette étymologie est confirmée par la mention folcheria en 1207, le lieu envahi de fougères aurait été d'ancienneté défriché pour former une villa, comme le montre le toponyme Goullot de Villiers rencontré sur le territoire. Il paraît être médiéval. Ce toponyme, passé ici à l'état de lieu-dit, se rapporte au mot gallo-roman VILLA, qui signifie l'« exploitation agricole de grande envergure », dont le dérivé VILLARE a donné Villiers.  La forme graphique la plus ancienne que l'on connaisse est Fulcheriis, dans un acte de 1202, appartenant aux fonds de l'abbaye de Saint-Jean de Sens. En 1207, un acte mentionne la graphie suivante Foscheriis, et en 1243 Foucheriae, en 1264 Foucherias puis en 1431 Fouchieres-en-Gastinois, et en 1491 est attesté sa graphie moderne de Fouchères.

## Géographie
Fouchères (en latin Folcherice) est un petit village à l'écart de la grande route, dispersé en hameaux et fermes aux noms variés et insolites.
Le village donne naissance à un ruisseau intermittent formant le cours supérieur de l'Orvanne.
La voie antique romaine de Sens à Orléans (la via Aureliana ou Grand Chemin Ferré appelée aujourd'hui chemin de César) traverse le finage communal au Petit-Paris.
Fouchères est situé à 1 h 30 de Paris, en conditions de circulation normale, bénéficie sur son territoire d'une entrée de l’autoroute française A19, qui mène en quelques km à l’A5, Melun-Sénart-Troyes et l’Est vers l’Europe, et à l’A6, Paris-Lyon et le Sud-Est et vers Orléans pour atteindre directement les régions Sud-Ouest et l’Ouest.

### Les lieux-dits
Aux XIe et XIIIe siècles, le bocage a été conquis sur la forêt par des entreprises qui ont multiplié les écarts en dehors du bourg. Les constructions précaires, que l'on nomme logis ou masures, sont clairsemées à travers le territoire.
Les chemins flanqués de talus, les champs clos par des haies plantées de noyers ou autres essences, couvertes de buissons et de ronces, avec à leurs pieds un fossé pour l'écoulement des eaux. L'édification des haies servant de protection aux terres arables, et les fermant de la commune; elles signifiaient également que le paysan était son maître chez lui. Partout de petits hameaux ou des fermes isolées règnent sur leur propre terroir, d'où la multiplication des lieux-dits, les bois s'émiettent en bosquets, la vie reste "hermétique et familiale"
- Les Balesmes : hameau, origine patronymique, famille présente dès les XIVe et XVe siècles.
- Les Barilliers : même origine que les Balesmes.
- Les Baudoins : ferme isolée. Cité en 1511, par un bail de 101 arpents entre Tristan de Salazar, archevêque de Sens, Primat des Gaules, seigneur de Fouchères et Mathurin Baudoins et ses héritiers.
- La Belle Étoile : hameau qui doit son nom à la croisée de chemins en forme d'étoile.
- Le Bout du Monde : il existait une ferme, détruite au cours du XVIIIe siècle, ayant appartenu au chapitre de Sens.
- Les Brouards : hameau, cité dès 1518. Ancienne famille Folchèricienne éteinte au cours du XIXe siècle.
- La Brulerie : ferme isolée, nom d'un bourgeois de Sens (le sieur de la Brûlerie), cité au XVIIe siècle.
- La Cave aux Cerisiers : fief seigneurial relevant de la mouvance féodale des seigneurs de Saint-Valérien, cité en 1520 dans un acte de - foi et d'hommage -. Divisé en climats : la Vallée des Ronces (ou Héronces), les Grandes Vignes, les Bonnes Vallées. Le toponyme "cave" du latin cavus "creux ", désigne un accident de terrain naturel ou réalisé par l'homme (extraction de marne).
- Le Chapeau Rouge : ferme isolée. Ce toponyme est utilisé pour désigner une villa gallo-romaine (Maison-Rouge, Château-Rouge…).
- Le Chaubourg : forme hypocoristique, groupe de fermes isolées. Cité au XVIe siècle " le Chaulborg ", peut désigner également une tuilerie.
- La Cour à la dame/ à madame : climat ou s'élevait la maison seigneuriale, détruite au milieu du XVe siècle.
- Le Crot aux Chèvres : hypocoristique, crot (ravine, trou, creute ayant donné Le Creusot). Animaux lunaires par excellence, parfois assimilés à des sorcières se rendant au sabbat sous une apparence animale (tradition folklorique).
- La Fontaine Pilon : ferme isolée. Le mot -fontaine- désigne ici une source.
- Les Frelins : ferme isolée, nom ancien : le Petit Barillier (XVe siècle)
- Les Girards : origine patronymique présente dès les XVIe et XVIIe siècles voire antérieurement.
- Le Grand Marchais : la mémoire collective rapporte que dans ce climat s'élevait autrefois une ferme détruite en 1796. Il n'existe plus qu'une mare entourée de broussailles.
- Le Goulot de Villiers ou Golot de Villiers : Le terme Goullot provient d'un resserrement ou étranglement du territoire communal, quant à Villiers, il s'agit d'un patronyme cité dans les registres paroissiaux de Saint-Valérien dès 1649.
- La Haie aux charmes ou Haie renard, La grande Haie, Haie Chenot : ces toponymes faisant appellation de haies, désignaient autrefois des lieux habités (maisons fortes, manoirs, castel…). Au Moyen Âge, ce sont des lieux où se réunissaient sorcières et feux-follets…
- Les maisons brulées : Climat évoquant un ancien hameau brûlé lors des guerres de Religion. Aujourd'hui des débris de briques, de tuiles et de charbon font seule remarquer l'emplacement des maisons.
- Le Petit-Paris : hameau. Fief de la châtellenie de Mousteruel (Montreuil-aux-Lions, canton de   Château-Thierry), cité dans le livre des vassaux du comte de Champagne de 1172-1222 duquel il relève : "Hue de Paris, II mois de garde. Il trépassa sang her[itiers]. Adam Saceus tien le fie, lequel il acheta est et à Bosancar.". Également cité en 1535 dans les comptes de la fabrique du chapitre de Sens au sujet de la coupe de 100 à 120 chênes pris dans la forêt du Petit-Pas à Fouchères. Pour être employés au "Baffroy" de la tour neuve de la cathédrale, on en a équarrît plus de 800 toises, converties ensuite en poutres et solives. Hameau en partie détruit en 1870. On désignait autrefois "Petit-Paris", les enfants de l'Hôtel-Dieu de Paris mis en nourrice dans les campagnes.

En 1535, la chapitre fit abattre 100 à 120 chênes dans la forêt du petit Paris pour être employés à la charpente supportant des cloches de la cathédrale de Sens.
- Le Puits de fer : forme hypocoristique, nom ancien : Puits des Haies, Puits du Feu (XVIe siècle), Puits d'Enfrot ou d'Enfer (XVIIe siècle).
- Les Rouillons : cité dès 1261 (Hôtel de Sens), patronyme cité dès 1688 dans les registres paroissiaux.

### Climat
Pour des articles plus généraux, voir Climat de la Bourgogne-Franche-Comté et Climat de l'Yonne.
En 2010, le climat de la commune est de type climat océanique dégradé des plaines du Centre et du Nord, selon une étude du Centre national de la recherche scientifique s'appuyant sur une série de données couvrant la période 1971-2000. En 2020, Météo-France publie une typologie des climats de la France métropolitaine dans laquelle la commune est exposée à un climat océanique altéré et est dans la région climatique  Nord-est du bassin Parisien, caractérisée par un ensoleillement médiocre, une pluviométrie moyenne régulièrement répartie au cours de l’année et un hiver froid (3 °C). 
Pour la période 1971-2000, la température annuelle moyenne est de 10,4 °C, avec une amplitude thermique annuelle de 15,7 °C. Le cumul annuel moyen de précipitations est de 746 mm, avec 11,8 jours de précipitations en janvier et 8 jours en juillet. Pour la période 1991-2020, la température moyenne annuelle observée sur la station météorologique de Météo-France la plus proche, « Savigny-sur-Clairis », sur la commune de Savigny-sur-Clairis à 11 km à vol d'oiseau, est de 11,3 °C et le cumul annuel moyen de précipitations est de 732,3 mm. 
La température maximale relevée sur cette station est de 41,9 °C, atteinte le 25 juillet 2019 ; la température minimale est de −21 °C, atteinte le 16 janvier 1985,,. 
Les paramètres climatiques de la commune ont été estimés pour le milieu du siècle (2041-2070) selon différents scénarios d'émission de gaz à effet de serre à partir des nouvelles projections climatiques de référence DRIAS-2020. Ils sont consultables sur un site dédié publié par Météo-France en novembre 2022.

## Urbanisme

### Typologie
Au 1er janvier 2024, Fouchères est catégorisée commune rurale à habitat dispersé, selon la nouvelle grille communale de densité à sept niveaux définie par l'Insee en 2022.
Elle est située hors unité urbaine. Par ailleurs la commune fait partie de l'aire d'attraction de Sens, dont elle est une commune de la couronne,. Cette aire, qui regroupe 65 communes, est catégorisée dans les aires de 50 000 à moins de 200 000 habitants,.

### Occupation des sols
L'occupation des sols de la commune, telle qu'elle ressort de la base de données européenne d’occupation biophysique des sols Corine Land Cover (CLC), est marquée par l'importance des territoires agricoles (92,9 % en 2018), en diminution par rapport à 1990 (95,7 %). La répartition détaillée en 2018 est la suivante : 
terres arables (90 %), zones agricoles hétérogènes (2,9 %), zones industrielles ou commerciales et réseaux de communication (2,8 %), zones urbanisées (2,5 %), forêts (1,8 %). L'évolution de l’occupation des sols de la commune et de ses infrastructures peut être observée sur les différentes représentations cartographiques du territoire : la carte de Cassini (XVIIIe siècle), la carte d'état-major (1820-1866) et les cartes ou photos aériennes de l'IGN pour la période actuelle (1950 à aujourd'hui).

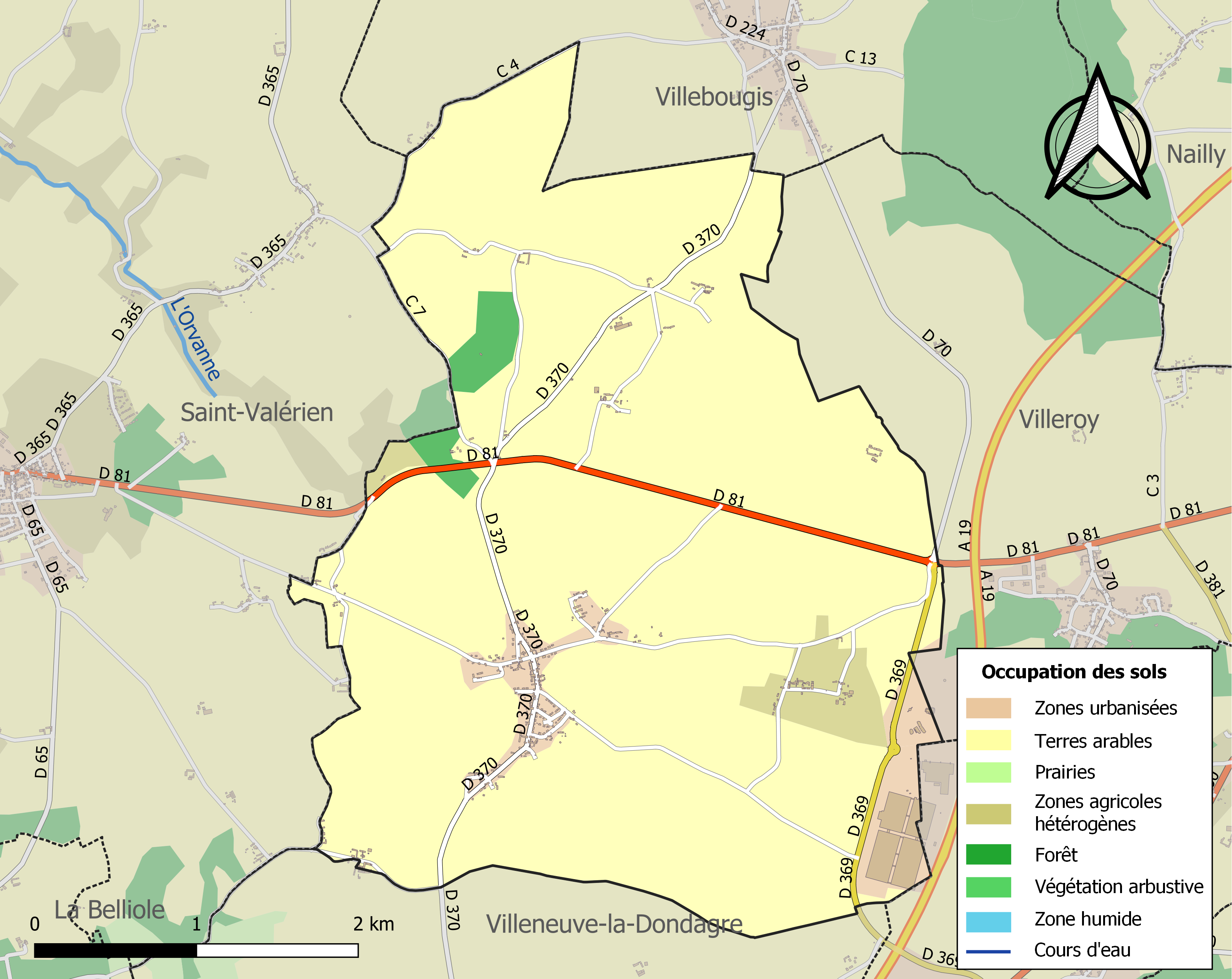
Carte des infrastructures et de l'occupation des sols de la commune en 2018 (CLC).

## Histoire
Au XIIe siècle, Fouchères était une paroisse au comté de Gâtinais, relevant en partie du diocèse ou grand archidiaconé de Sens, doyenné de Marolles. La collation de cette cure appartint à l'archevêque jusqu'en 1649, époque à laquelle le métropolitain céda son droit de collation au chapitre de Sens, en échange de la cure de Saint-Hilaire de Sens. Titulaires Saint-Étienne et Saint-Léonard, de l'Élection au duché de Nemours, siège d'une prévôté ressort au bailliage de Sens, avec juridiction de haute, moyenne et basse justice[Quoi ?].
Le chapitre de Sens possédait plusieurs domaines réunis dans un même ensemble : Villeneuve-la-Dondagre, Fouchères et La Belliole. Les redevances prélevées sur ses trois seigneuries étaient d'abord baillées à des bourgeois de Sens, qui en effectuaient ensuite un sous-bail à des marchands locaux. La plupart des censitaires de Fouchères étaient de très modestes exploitants agricoles qui disposaient d'une étendue moyenne autour de leurs masures et pour certains de quelques arpents supplémentaires à labourer. La redevance que percevaient les chanoines de Sens étaient plus élevée que sur d'autres terres du chapitre
Plus petite subdivision administrative mais aussi la plus ancienne, puisqu'elle a succédé aux villes et paroisses du Moyen Âge, elle a été instituée en 1789 avant de connaître un début d'autonomie avec la loi du 5 avril 1884, véritable charte communale.
- 1920 : Une cabine téléphonique est installée au Etf Fillieux (café), tous les matins le central téléphonique de Sens appelle à 7 h pour donner l'heure.
- 1923 : Le village adhère au syndicat intercommunal d'électrification du plateau du Gâtinais (origine du SIVOM).
- 8 octobre 1926 : le village est électrifié, l'année suivante ce seront les hameaux.
- 1930 : les premières voitures apparaissent dans le village.
- 27 juin 1948 : un feu se déclare dans la mairie, cette dernière sera partiellement ravagée par l'incendie.
- 1953/1954 : les routes principales sont goudronnées.
- 1957 : le réseau d'eau courante est installé dans le village.

## Politique et administration
| Période | Période | Identité        | Étiquette | Qualité |
| ------- | ------- | --------------- | --------- | ------- |
| 1940    |         | Hector Baudoin  |           |         |
| 1965    |         | Etienne Peccard |           |         |
| 1971    |         | Roland Milachon |           |         |
| 1983    |         | Philippe Thomas |           |         |
| 1995    |         | René Guérin     |           |         |

## École
L'école, ouverte en 1836 fut fermée en 1975.
Les enfants de Fouchères d'aujourd'hui vont à l'école à Saint-Valérien (école maternelle, primaire et collège) puis au lycée de Sens.

## Entreprises
En 1900, on recensait à Fouchères les métiers suivants : ferronnier, cafetier, sabotier, cordonnier, charron, maçon, cidrier, apiculteur, berger, agriculteur...
La facilité de communication aidant, la plupart des petits métiers vont disparaître. Il n'y a aujourd'hui plus aucun commerçant à Fouchères.

## Démographie
L'évolution du nombre d'habitants est connue à travers les recensements de la population effectués dans la commune depuis 1793. Pour les communes de moins de 10 000 habitants, une enquête de recensement portant sur toute la population est réalisée tous les cinq ans, les populations de référence des années intermédiaires étant quant à elles estimées par interpolation ou extrapolation. Pour la commune, le premier recensement exhaustif entrant dans le cadre du nouveau dispositif a été réalisé en 2007.

En 2022, la commune comptait 460 habitants, en évolution de +0,44 % par rapport à 2016 (Yonne : −1,95 %, France hors Mayotte : +2,11 %).
| 1793 | 1800 | 1806 | 1821 | 1831 | 1836 | 1841 | 1846 | 1851 |
| ---- | ---- | ---- | ---- | ---- | ---- | ---- | ---- | ---- |
| 325  | 335  | 345  | 347  | 421  | 398  | 414  | 419  | 442  |

| 1856 | 1861 | 1866 | 1872 | 1876 | 1881 | 1886 | 1891 | 1896 |
| ---- | ---- | ---- | ---- | ---- | ---- | ---- | ---- | ---- |
| 432  | 433  | 428  | 414  | 384  | 371  | 406  | 376  | 374  |

| 1901 | 1906 | 1911 | 1921 | 1926 | 1931 | 1936 | 1946 | 1954 |
| ---- | ---- | ---- | ---- | ---- | ---- | ---- | ---- | ---- |
| 381  | 374  | 340  | 293  | 285  | 320  | 311  | 310  | 305  |

| 1962 | 1968 | 1975 | 1982 | 1990 | 1999 | 2006 | 2007 | 2012 |
| ---- | ---- | ---- | ---- | ---- | ---- | ---- | ---- | ---- |
| 314  | 270  | 230  | 353  | 375  | 398  | 396  | 396  | 424  |

| 2017 | 2022 | - | - | - | - | - | - | - |
| ---- | ---- | - | - | - | - | - | - | - |
| 469  | 460  | - | - | - | - | - | - | - |

## Culture locale et patrimoine

### Lieux et monuments
L'église Saint-Étienne du XIIe siècle et reconstruite en 1896 :
- elle possède un chœur et un sanctuaire voûtés en  pierres parfaitement appareillées. Leurs nervures rappellent le style du XIIe siècle ; elles s'appuient sur des consoles faites de têtes grimaçantes, horribles à voir.
- Aux clefs de voûte formées par les croix d'ogives, on remarque deux sujets historiques : le Christ couronnant la Vierge et le Christ nimbé et bénissant.
- une sculpture en bois représentant le Christ grandeur nature. Aux extrémités des branches de la croix, on retrouve l'aigle de saint Jean, l'Ange de saint Mathieu, le lion de saint Marc et le bœuf de saint Luc.
- Sous le porche, le bénitier se pare d'une tête de mort assez grossièrement faite.

En face de l’église se trouve la maison du Chapitre, ou la Maison seigneuriale de Fouchères du fief de "La cour à la Dame". Il s'agit d'une grande bâtisse rue de la grange aux dixmes dont l'architecture est caractéristique de la région.
- la façade donnant sur la rue possède trois bas-reliefs sculptés à même la pierre : les armes du chapitre métropolitain de Sens, les armes de Tristant de Sallazard (mutilé pendant la Révolution).

### Personnalités liées à la commune
- Tristant de Sallazard, archevêque de Sens et descendant du roi Saint Louis par la branche maternelle
- Élisabeth Dame de Saint-Valérien et de Fouchères (XIIIe siècle, fille de André Brienne-Ramerupt et d'Adélaide de Venizy, femme de Milan de Pougy).
- Thomas Tribolet, notaire et secrétaire du roi de France qui a acquis la seigneurie de Fouchères en 1471 en épousant Gillette LeHangre (fille de Jacques Lehongre).

### Évènements
- La course pédestre la Vivicitta (12 km). Épreuve de niveau européens sous le parrainage de la FSGT
- La Ronde des 16 clochers.

### Héraldique
| Blason de Fouchères | Blason  | Écartelé : aux 1er et 4e d'azur à une double volute de crosse d'or, bordé d'un filet d'argent à senestre et en pointe au 1er et à dextre et en chef au 4e, aux 2e losangé de gueules et d'or de deux tires, au 3e contre écartelé aux I et IV de gueules à cinq étoiles de six rais d'or et aux II et III d'or à cinq panelles de sinople. |
| Blason de Fouchères | Détails | Le statut officiel du blason reste à déterminer. |

## Pour approfondir